# Dicranodromia spinosa
Dicranodromia spinosa is een krabbensoort uit de familie van de Homolodromiidae. De wetenschappelijke naam van de soort is voor het eerst geldig gepubliceerd in 1994 door Martin.